# USS Norris (DD-859)
USS Norris (DD-859) là một tàu khu trục lớp Gearing được Hải quân Hoa Kỳ chế tạo vào giai đoạn cuối Chiến tranh Thế giới thứ hai. Nó là chiếc tàu chiến duy nhất của Hải quân Mỹ được đặt theo tên Thiếu tá Benjamin White Norris (1907-1942), phi công Thủy quân Lục chiến đã tử trận trong Trận Midway và được truy tặng Huân chương Chữ thập Hải quân. Hoàn tất khi chiến tranh đã sắp kết thúc, nó tiếp tục phục vụ trong giai đoạn Chiến tranh Lạnh, Chiến tranh Triều Tiên và Chiến tranh Việt Nam cho đến năm 1970. Con tàu được chuyển cho Thổ Nhĩ Kỳ và tiếp tục phục vụ cùng Hải quân Thổ Nhĩ Kỳ như là chiếc TCG Kocatepe (D 354) cho đến khi bị tháo dỡ năm 1994. Norris được tặng thưởng hai Ngôi sao Chiến trận do thành tích phục vụ trong Chiến tranh Triều Tiên.

## Thiết kế và chế tạo
Norris được đặt lườn tại xưởng tàu của hãng Bethlehem Steel Corp. ở San Pedro, California vào ngày 29 tháng 8 năm 1944. Nó được hạ thủy vào ngày 25 tháng 2 năm 1945; được đỡ đầu bởi bà Charles Browning, thay mặt cho bà Benjamin Norris, vợ góa Thiếu tá Norris, và nhập biên chế vào ngày 9 tháng 6 năm 1945 dưới quyền chỉ huy của Hạm trưởng, Trung tá Hải quân T. A. Nisemann.

## Lịch sử hoạt động

### 1945 - 1950
Sau khi hoàn tất việc chạy thử máy huấn luyện tại vùng biển ngoài khơi California, Norris phục vụ trong ba tháng cùng Trung tâm Huấn luyện Tiền biên chế tại Treasure Island, rồi lên đường đi sang quần đảo Hawaii. Sau đó nó được cử sang phục vụ tại Viễn Đông, đi đến Hong Kong vào ngày 7 tháng 2 năm 1946, và trải qua phần lớn thời gian của đợt hoạt động này tuần tra ngăn chặn buôn lậu và cướp biển dọc theo bờ biển Trung Quốc và Triều Tiên. Nó quay trở về San Diego vào ngày 22 tháng 2 năm 1947; nhưng lại được cử sang khu vực Tây Thái Bình Dương một lần nữa, hoạt động dọc bờ biển Trung Quốc từ ngày 8 tháng 1 đến ngày 16 tháng 7 năm 1948.
Sau khi được đại tu tại Xưởng hải quân Mare Island, vốn bao gồm việc nâng cấp cảm biến và vũ khí chống ngầm, Norris được phái sang vùng bờ Đông và gia nhập Hạm đội Đại Tây Dương tại Newport, Rhode Island vào tháng 10. Nó được xếp lại lớp như một tàu khu trục hộ tống và mang ký hiệu lườn mới DDE-859 từ ngày 4 tháng 3, 1950, và thực hành huấn luyện nhằm chuẩn bị để được phái sang hoạt động tại Địa Trung Hải. Con tàu khởi hành vào ngày 5 tháng 7, sau khi chiến tranh nổ ra tại Triều Tiên do việc quân đội Bắc Triều Tiên tấn công xuống lãnh thổ Nam Triều Tiên; nó được lệnh tiếp tục băng qua kênh đào Suez để đi sang Viễn Đông, và gia nhập Đệ Thất hạm đội tại khu vực chiến sự.

### Chiến tranh Triều Tiên
Norris đã tham gia bắn hải pháo hỗ trợ cho cuộc triệt thoái lực lượng Liên Hợp Quốc khỏi Hŭngnam vào đầu tháng 12, 1950, và sau đó tiếp tục hoạt động phong tỏa, tuần tra, bắn phá bờ biển và hộ tống trong cuộc chiến tranh. Đang khi hoạt động phong tỏa, nó đã cứu vớt 21 thường dân trên một tàu buồm trôi nổi ngoài khơi Bắc Triều Tiên. Quay trở về Newport vào đầu tháng 3, 1951, con tàu được đại tu tại Boston, Massachusetts rồi hoạt động huấn luyện tại khu vực Bắc Đại Tây Dương và vùng biển Caribe trước khi lên đường vào ngày 19 tháng 4, 1952 cho lượt phục vụ tại Địa Trung Hải.

### 1952 - 1957
Norris đã hoạt động cùng Đệ Lục hạm đội trong vai trò gìn giữ hòa bình tại Địa Trung Hải cho đến ngày 27 tháng 6, khi nó quay trở về Newport. Nó đã tham gia Chiến dịch Main Brace, một cuộc tập trận quy mô lớn của Khối NATO trong vùng biển Bắc Hải diễn ra từ ngày 26 tháng 8 đến ngày 12 tháng 10. Con tàu tiếp tục thực hiện các lượt phục vụ cùng Đệ Lục hạm đội tại Địa Trung Hải từ tháng 4, 1952 đến tháng 2, 1953 và từ tháng 1 đến tháng 5, 1954. Từ ngày 28 tháng 6, 1954, nó hoạt động chủ yếu cùng một đội đặc nhiệm tìm-diệt tàu ngầm thuộc Hạm đội Đại Tây Dương trong 15 tháng tiếp theo. Trong một cuộc tập trận hạm đội vào ngày 1 tháng 11, 1954, nó mắc tai nạn va chạm với Bergall (SS-320) khi chiếc tàu ngầm thực hành phóng ngư lôi vào một lực lượng hạm tàu nổi.
Từ ngày 2 tháng 5 đến ngày 4 tháng 6, 1955, Norris hộ tống những lực lượng thay thế cho Đệ Lục hạm đội đi đến Gibraltar, rồi quay trở lại nhiệm vụ huấn luyện và đánh giá chống tàu ngầm tại khu vực Đại Tây Dương và vùng biển Caribe. Khi xảy ra vụ Khủng hoảng kênh đào Suez do Anh, Pháp và Israel xâm chiếm vùng kênh đào của Ai Cập vào tháng 11, 1956, con tàu đã hoạt động tuần tra tại Bắc Đại Tây Dương trong ba tuần nhằm đề phòng xung đột leo thang. Sau đó nó cùng Hải đội Khu trục 24 tiến hành chuyến đi huấn luyện kéo dài đến khu vực Nam Mỹ từ đầu tháng 1 đến cuối tháng 3, 1957, và đã viếng thăm các cảng Brazil, Argentina và Uruguay, và tiến hành tập trận chống tàu ngầm phối hợp cùng hải quân các nước Châu Mỹ La tinh. Nó lại có một lượt phục vụ khác tại Địa Trung Hải từ tháng 8 đến tháng 12, 1957, và đã hoạt động tại biển Hồng Hải trong đợt này.

### 1958 - 1966
Tại vùng biển nhà, Norris phục vụ cùng Lực lượng Đặc nhiệm Bravo, một đơn vị thử nghiệm phát triển kỹ thuật và chiến thuật chống tàu ngầm; sau đó nó được phái sang Địa Trung Hải để hoạt động cùng Đệ Lục hạm đội từ tháng 6 đến tháng 8, 1960. Nó trải qua đợt sửa chữa và nâng cấp trong khuôn khổ Chương trình Hồi sinh và Hiện đại hóa Hạm đội II (FRAM: Fleet Rehabilitation and Modernization) tại Xưởng hải quân Philadelphia, kéo dài từ tháng 3 đến tháng 12, 1961, và sau đó là một năm hoạt động huấn luyện cùng Hạm đội Đại Tây Dương, bao gồm một chuyến đi thực tập cho học viên sĩ quan. Con tàu được xếp lại lớp như một tàu khu trục thông thường và lấy lại ký hiệu lườn cũ DD-859 vào ngày 7 tháng 8, 1962. Trong vụ Khủng hoảng tên lửa Cuba vào tháng 10, nó tham gia lực lượng hải quân thực thi "cô lập" hàng hải Cuba; và sau khi vụ khủng hoảng được giải quyết qua con đường thương lượng hòa bình, nó quay trở về Newport vào tháng 12.
Norris lại được phái sang phục vụ cùng Đệ Lục hạm đội tại khu vực Địa Trung Hải từ ngày 6 tháng 2 đến ngày 7 tháng 7, 1963. Tại Xưởng hải quân Boston vào tháng 8, nó được trang bị một hệ thống ngư lôi điều khiển bằng dây dẫn, và nó dành phần lớn thời gian của năm 1964 cho việc thử nghiệm và đánh giá hệ thống vũ khí mới này. Con tàu lại khởi hành vào ngày 1 tháng 10, 1964 cho một lượt phục vụ khác cùng Đệ Lục hạm đội tại Địa Trung Hải, kéo dài cho đến ngày 18 tháng 1, 1965; và thêm một lượt khác từ ngày 19 tháng 8 đến ngày 7 tháng 12, 1965. Nó hỗ trợ cho việc thử nghiệm kiểu tên lửa đạn đạo phóng từ tàu ngầm UGM-27 Polaris, khi phục vụ như tàu theo dõi tên lửa từ ngày 1 đến ngày 15 tháng 4, 1966; và sau đó đóng vai trò tàu thu hồi chính cho nhiệm vụ phóng tàu không gian Gemini X từ ngày 12 đến ngày 23 tháng 7.

### Chiến tranh Việt Nam
Cường độ xung đột ngày càng gia tăng trong cuộc Chiến tranh Việt Nam đã khiến Hải quân Hoa Kỳ phải huy động thêm lực lượng tăng cường cho Viễn Đông. Vì vậy, trong thành phần Hải đội Khu trục 20, Norris rời cảng Newport vào ngày 4 tháng 10, đi ngang qua kênh đào Panama trong hành trình đi sang Yokosuka, Nhật Bản, và đến nơi vào ngày 10 tháng 11. Tương tự như trong cuộc Chiến tranh Triều Tiên trước đây, nó đã bắn hải pháo hỗ trợ cho lực lượng tác chiến trên bộ tại khu vực gần Vũng Tàu vào ngày 21 tháng 11. Sau bốn tháng hoạt động, con tàu lên đường quay trở về nhà qua ngã kênh đào Suez, hoàn tất chuyến đi vòng quanh thế giới khi về đến Newport vào ngày 25 tháng 4, 1967.
Norris tiếp nối các hoạt động huấn luyện thường lệ dọc theo vùng bờ Đông và vùng biển Caribe, rồi lên đường vào ngày 29 tháng 4, 1968 cho một đợt hoạt động tại Địa Trung Hải trong mùa Hè; nó quay trở về vào mùa Thu. Nó còn có một lượt hoạt động khác cùng Đệ Lục hạm đội tại Địa Trung Hải từ ngày 9 tháng 5 đến tháng 12, 1969. Sang năm 1970, con tàu tiếp luân phiên phục vụ cho Đệ nhị Hạm đội và Đệ Lục hạm đội.

### TCGKocatepe
Norris được cho xuất biên chế vào ngày 4 tháng 12, 1970, rồi rút tên khỏi danh sách Đăng bạ Hải quân vào ngày 1 tháng 2, 1974. Con tàu được chuyển cho Thổ Nhĩ Kỳ vào ngày 1 tháng 7, 1974, và tiếp tục phục vụ cùng Hải quân Thổ Nhĩ Kỳ dưới tên gọi TCG Kocatepe. Nó cuối cùng bị bán cho hãng Hurdasan Anonim Sirketi để tháo dỡ vào tháng 6, 1994.

## Phần thưởng
Norris được tặng thưởng hai Ngôi sao Chiến trận do thành tích phục vụ trong Chiến tranh Triều Tiên.